# Eletromagnetismo relativístico
O eletromagnetismo relativístico é um fenômeno físico explicado na teoria de campo eletromagnético devido à lei de Coulomb e às transformações de Lorentz.

## Eletromecânica
Depois que Maxwell propôs o modelo de equação diferencial de campo eletromagnético (em 1873), o mecanismo de ação dos campos foi questionado, por exemplo, na aula magistral de Kelvin realizada na Universidade Johns Hopkins (em 1884) e comemorada um século depois.
A exigência de que as equações permaneçam consistentes quando vistas de vários observadores em movimento levou à relatividade especial, uma teoria geométrica do espaço quadridimensional em que a intermediação ocorre por luz e radiação.  A geometria do espaço-tempo forneceu um contexto para a descrição técnica da tecnologia elétrica, especialmente geradores, motores e iluminação no início. A força de Coulomb foi generalizada para a força de Lorentz. Por exemplo, com este modelo linhas de transmissão e redes elétricas foram desenvolvidas e a comunicação por radiofrequência explorada.
Um esforço para montar uma eletromecânica completa em uma base relativística é visto no trabalho de Leigh Page [en], desde o esboço do projeto (em 1912) até seu livro Eletrodinâmica (de 1940). A interação (de acordo com as equações diferenciais) de campo elétrico e magnético como visto sobre observadores em movimento é examinado. O que é densidade de carga em eletrostática torna-se densidade de carga própria e gera um campo magnético para um observador em movimento.
Um renascimento do interesse neste método de educação e treinamento de engenheiros elétricos e eletrônicos [en] eclodiu, na década de 1960, após o livro de Richard Feynman. O livro de Rosser Eletromagnetismo clássico através da relatividade era popular, assim como o tratamento de Anthony French [en] em seu livro que ilustrava esquematicamente a densidade de carga própria. Um autor proclamou: "Maxwell - Fora de Newton, Coulomb e Einstein".
O uso de potenciais retardados [en] para descrever campos eletromagnéticos de cargas-fonte é uma expressão do eletromagnetismo relativístico.

## Princípio
A questão de como um campo elétrico em um quadro de referência inercial parece, em diferentes referenciais em movimento em relação ao primeiro, é crucial para a compreensão dos campos criados por fontes em movimento. No caso especial, as fontes que criam o campo estão em repouso em relação a um dos referenciais. Dado o campo elétrico no quadro de referência onde as fontes estão em repouso, pode-se perguntar: qual é o campo elétrico em algum outro quadro de referência? Conhecer o campo elétrico em algum ponto (no espaço e no tempo) no quadro de referência de repouso das fontes e conhecer a velocidade relativa dos dois referenciais, fornece toda a informação necessária para calcular o campo elétrico no mesmo ponto no outro quadro de referência. Em outras palavras, o campo elétrico no outro quadro de referência não depende da distribuição particular das cargas das fontes, apenas do valor local do campo elétrico no primeiro quadro de referência naquele ponto. Assim, o campo elétrico é uma representação completa da influência das cargas distantes.
Alternativamente, tratamentos introdutórios de magnetismo introduzem a lei de Biot – Savart, que descreve o campo magnético associado a uma corrente elétrica. Um observador em repouso, em relação a um sistema de cargas estáticas livres, não verá nenhum campo magnético. No entanto, um observador em movimento olhando para o mesmo conjunto de cargas percebe uma corrente e, portanto, um campo magnético. Ou seja, o campo magnético é simplesmente o campo elétrico, visto em um sistema de coordenadas em movimento.

## Redundância
O título deste artigo é redundante, pois todas as teorias matemáticas do eletromagnetismo são relativísticas. De fato, como escreveu Einstein, "A teoria especial da relatividade ... foi simplesmente um desenvolvimento sistemático da eletrodinâmica de Clerk Maxwell e Lorentz".  A combinação de variáveis espaciais e temporais na teoria de Maxwell exigia a admissão de uma variedade quádrupla. A velocidade finita da luz e outras linhas de movimento constante foram descritas com geometria analítica. A ortogonalidade dos campos vetoriais elétricos e magnéticos no espaço foi estendida pela ortogonalidade hiperbólica [en] para o fator temporal.
Quando Ludwik Silberstein publicou seu livro, A teoria da relatividade (1914), ele relacionou a nova geometria com o eletromagnetismo. A lei de indução de Faraday foi sugestiva para Einstein quando ele escreveu, em 1905, sobre a "ação eletrodinâmica recíproca de um ímã e um condutor".
No entanto, a aspiração, refletida nas referências deste artigo, é por uma geometria analítica do espaço-tempo e cargas que forneça uma rota dedutiva para forças e correntes na prática. Tal rota real para a compreensão eletromagnética pode estar faltando, mas um caminho foi aberto com a geometria diferencial: o espaço tangente em um evento no espaço-tempo é um espaço vetorial quadridimensional, operável por transformações lineares. As simetrias observadas pelos eletricistas encontram expressão na álgebra linear e na geometria diferencial. Usando a álgebra exterior [en] para construir um F de 2-forma a partir de campos elétricos e magnéticos, e a 2-forma dupla implícita *F, as equações dF = 0 e d*F = J (corrente) expressam a teoria de Maxwell com uma abordagem de forma diferencial [en].